# 6233 Kimura
A 6233 Kimura (ideiglenes jelöléssel 1986 CG) a Naprendszer kisbolygóövében található aszteroida. Shigeru Inoda és Urata Takesi fedezte fel 1986. február 8-án.